# Unterseeboot 77 (1941)
Pour les articles homonymes, voir Unterseeboot 77.
Le Unterseeboot 77 (ou U-77) était un sous-marin (U-Boot) allemand de type VII C de la Kriegsmarine pendant la Seconde Guerre mondiale.

## Historique
Mis en service le 18 janvier 1941, l'U-77 est employé comme bateau-école pour la formation des équipages au sein de la 7. Unterseebootsflottille à Kiel.

Le 1er mai 1941, l'U-77 devient opérationnel toujours dans la 7. Unterseebootsflottille, à Kiel, puis à la base sous-marine de Saint-Nazaire.
Il part pour sa première patrouille de guerre, quittant le port de Kiel, le 14 juin 1941, sous les ordres de l'Oberleutnant zur See Heinrich Schonder. Il rejoint la base sous-marine de Saint-Nazaire le 7 juillet 1941 après 40 jours en mer et trois navires marchands coulés pour un total de 11 725 tonneaux.
L'Unterseeboot 77 a effectué onze patrouilles, coulant quatorze navires marchands pour un total de 31 186 tonneaux, un navire de guerre de 1 050 tonnes et endommageant deux navires marchands pour un total de 5 384 tonneaux, deux navires de guerre pour un total de 2 880 tonnes et de manière irrécupérable un autre navire marchand de 5 222 tonneaux. Il a passé 318 jours en mer.
Sa onzième patrouille commence  le 3 mars 1943, du port de La Spezia, sous les ordres de l'Oberleutnant zur See Otto Hartmann. Après avoir passé 26 jours en mer et avoir endommagé deux navires, dont un irrécupérable, pour un total de 10 451 tonneaux, l'U-77 est coulé à 1 heure 15 minutes le 28 mars 1943 au sud du cap de la Nao en Espagne, à la position géographique de 37° 42′ N, 0° 10′ E, après avoir été gravement endommagé par des charges de profondeur lancées de 2 bombardiers britanniques Lockheed Hudson (Squadron 48 et 233).
L'attaque fait 38 morts parmi les 47 membres d'équipage.

## Affectations
- 7. Unterseebootsflottille à Kiel du 18 janvier au 30 avril 1941 (entraînement)
- 7. Unterseebootsflottille à Kiel du 1er mai au 31 décembre 1941 (service actif)
- 23. Unterseebootsflottille à Salamine du 1er janvier 1941 au 30 avril 1943 (service actif)
- 29. Unterseebootsflottille à La Spezia du 1er mai 1942 au 28 mars 1943 (service actif)

## Commandements
- Kapitänleutnant Heinrich Schonder du 18 janvier 1941 au 2 septembre 1942
- Oberleutnant zur See Otto Hartmann du 2 septembre 1942 au 28 mars 1943

## Patrouilles
|       | Commandant               | Départ           | Départ        | Arrivée           | Arrivée       | Jours     | Succès   |
| ----- | ------------------------ | ---------------- | ------------- | ----------------- | ------------- | --------- | -------- |
| 1     | Oblt. Heinrich Schonder  | 29 mai 1941      | Kiel          | 7 juillet 1941    | Saint-Nazaire | 40 jours  | 11 725   |
| 2     | Oblt. Heinrich Schonder  | 2 août 1941      | Saint-Nazaire | 10 septembre 1941 | Saint-Nazaire | 40 jours  |          |
| 3     | Kptlt. Heinrich Schonder | 11 octobre 1941  | Saint-Nazaire | 13 novembre 1941  | Lorient       | 34 jours  |          |
| 4     | Kptlt. Heinrich Schonder | 10 décembre 1941 | Lorient       | 19 décembre 1941  | Messina       | 10 jours  | 4 972    |
|       | Kptlt. Heinrich Schonder | 21 décembre 1941 | Messine       | 14 janvier 1942   | Salamine      | 25 jours  | 1 690    |
| 5     | Kptlt. Heinrich Schonder | 28 mars 1942     | Salamine      | 3 avril 1942      | Salamine      | 7 jours   |          |
|       | Kptlt. Heinrich Schonder | 7 avril 1942     | Salamine      | 11 avril 1942     | La Spezia     | 5 jours   |          |
| 6     | Kptlt. Heinrich Schonder | 6 juin 1942      | La Spezia     | 17 juin 1942      | Salamine      | 12 jours  | 1 050    |
|       | Kptlt. Heinrich Schonder | 23 juin 1942     | Salamine      | 9 juillet 1942    | Salamine      | 17 jours  |          |
| 7     | Kptlt. Heinrich Schonder | 16 juillet 1942  | Salamine      | 21 août 1942      | Salamine      | 37 jours  | 884      |
|       | Kptlt. Heinrich Schonder | 25 août 1942     | Salamine      | 30 août 1942      | Pola          | 6 jours   |          |
| 8     | Oblt. Otto Hartmann      | 12 octobre 1942  | Pola          | 1er novembre 1942 | La Spezia     | 21 jours  | 18       |
| 9     | Oblt. Otto Hartmann      | 3 novembre 1942  | La Spezia     | 5 décembre 1942   | La Spezia     | 33 jours  | 1 190    |
| 10    | Oblt. Otto Hartmann      | 26 janvier 1943  | La Spezia     | 10 février 1943   | La Spezia     | 16 jours  | 13 742   |
| 11    | Oblt. Otto Hartmann      | 3 mars 1943      | La Spezia     | 28 mars 1943      | Coulé         | 26 jours  | 10 451   |
| Total | Total                    | Total            | Total         | Total             | Total         | 318 jours | 45 722 t |

Note : Kptlt. = Kapitänleutnant - Oblt. = Oberleutnant zur See

### Opérations Wolfpack
L'U-77 a opéré avec les Wolfpacks (meutes de loup) durant sa carrière opérationnelle:
- West (6 juin 1941 - 20 juin 1941)
- Grönland (10 août 1941 - 23 août 1941)
- Kurfürst (23 août 1941 - 2 septembre 1941)
- Seewolf (2 septembre 1941 - 7 septembre 1941)
- Reissewolf (21 octobre 1941 - 31 octobre 1941)
- Störtebecker (15 novembre 1941 - 2 décembre 1941)

## Navires coulés
L'Unterseeboot 77 a coulé 14 navires marchands pour un total de 31 186 tonneaux, deux navire de guerre de 1 050 tonnes et a endommagé deux navires marchands pour un total de 5 384 tonneaux, deux navires de guerre pour un total de 2 880 tonnes et a endommagé de manière irrécupérable un autre navire marchand de 5 222 tonneaux au cours des 11 patrouilles (318 jours en mer) qu'il effectua.
| Date             | Nom                 | Nationalité     | Tonnage (GRT) | Fait                      |
| ---------------- | ------------------- | --------------- | ------------- | ------------------------- |
| 13 juin 1941     | SS Tresillian       | Grande-Bretagne | 4 743         | Coulé                     |
| 22 juin 1941     | SS Arakaka          | Grande-Bretagne | 2 379         | Coulé                     |
| 25 juin 1941     | SS Anna Bulgaris    | Grèce           | 4 603         | Coulé                     |
| 15 décembre 1941 | SS Empire Barracuda | Grande-Bretagne | 4 972         | Coulé                     |
| 12 janvier 1942  | HMS Kimberley       | Grande-Bretagne | 1 690         | Endommagé                 |
| 12 juin 1942     | HMS Grove           | Grande-Bretagne | 1 050         | Coulé                     |
| 22 juillet 1942  | Vassiliki *         | Grèce           | 140           | Coulé                     |
| 24 juillet 1942  | Toufic El Rahman *  | Syrie           | 30            | Coulé                     |
| 30 juillet 1942  | Fany *              | Égypte          | 43            | Coulé                     |
| 1er août 1942    | St. Simon *         | Égypte          | 100           | Coulé                     |
| 6 août 1942      | Adnan *             | Égypte          | 155           | Endommagé                 |
| 6 août 1942      | Ezzet *             | Égypte          | 158           | Coulé                     |
| 10 août 1942     | Kharouf *           | Palestine       | 158           | Coulé                     |
| 16 août 1942     | Daniel *            | Palestine       | 100           | Coulé                     |
| 20 août 1942     | Mahrous *           | Syrie           | 18            | Coulé                     |
| 12 novembre 1942 | HMS Stork           | Grande-Bretagne | 1 190         | Endommagé                 |
| 7 février 1943   | SS Empire Banner    | Grande-Bretagne | 6 999         | Coulé                     |
| 7 février 1943   | SS Empire Webster   | Grande-Bretagne | 7 043         | Coulé                     |
| 16 mars 1943     | SS Hadleigh         | Grande-Bretagne | 5 222         | Endommagé - Irrécupérable |
| 16 mars 1943     | MV Merchant Prince  | Grande-Bretagne | 5 229         | Endommagé                 |

* Bateau à voile

### Sources
- (en) Cet article est partiellement ou en totalité issu de l’article de Wikipédia en anglais intitulé « German submarine U-77 (1940) » (voir la liste des auteurs).